# Gwendolyn Koldofsky
Gwendolyn Koldofsky (geb. Gwendolyn Williams; * 1. November 1906 in Bowmanville/Ontario; † 12. November 1998 in Santa Barbara/Kalifornien) war eine kanadische Pianistin und Musikpädagogin.

## Leben
Gwendolyn Williams begann ihre pianistische Ausbildung am Royal Conservatory in Toronto bei Viggo Kihl. Siebzehnjährig kam sie nach England und setzte ihre Ausbildung bei Tobias Matthay fort; daneben studierte sie Klavierbegleitung bei Harold Craxton. Später nahm sie in Paris Unterricht bei Marguerite Hasselmans. Zwanzigjährig kehrte sie nach Kanada zurück, wo sie ihre musikalische Laufbahn als Begleiterin der Sängerin Jeanne Dusseau begann. Sie arbeitete als Klavierbegleiterin außerdem u. a. mit Rose Bampton, Herta Glaz, Jan Peerce, Hermann Prey, Martial Singher und ihrer eigenen Schülerin Marilyn Horne zusammen.
1943 heiratete sie den Geiger Adolph Koldofsky, mit dem sie in Toronto und Vancouver lebte, bevor sie 1945 nach Los Angeles ging, um an der School of Music der University of Southern California Klavierbegleitung, Kammermusik und Lieddichtung zu unterrichten. Bis 1990 hatte sie hier den Status einer distinguished professor emerita. Sie gab daneben Meisterklassen in Gesang und Klavierbegleitung an anderen Universitäten der USA und war mehrere Jahre Begleiterin und Assistentin von Lotte Lehmann an der Music Academy of the West in Santa Barbara. Von 1951 bis 1989 war sie Direktorin für Liedbegleitung an dieser Schule.
Die Aufnahme eines Konzertes mit ihr und Lotte Lehmann von 1959 erschien 1977 beim Label Aquitaine. 1961 begleitete sie Salli Terri auf einem Album mit Folksongs. Die University of Southern California vergibt ein Gwendolyn and Adolph Koldofsky Memorial Scholarship, und seit 2012 verleiht die University of Toronto den Gwendolyn Williams Koldofsky Prize für Klavierbegleitung.